# Johnny Allen (Baseballspieler)
John Thomas „Johnny“ Allen (* 30. September 1904 oder 1905 in Lenoir, North Carolina; † 29. März 1959 in Saint Petersburg, Florida) war ein US-amerikanischer Baseballspieler in der Major League Baseball (MLB) auf der Position des Pitchers. 1932 gewann er mit den New York Yankees die World Series. 1938 wurde er in das All-Star-Team gewählt.

## Werdegang

### Frühes Leben
Allen wurde als drittes von vier Kindern des Polizisten Robert L. Allen und dessen Frau Almyra G. Allen in Lenoir im US-Bundesstaat North Carolina geboren. Nachdem sein Vater an Blinddarmentzündung gestorben ist, musste seine Mutter ihn, seinen älteren Bruder Austin und seine ältere Schwester Roberta im Juni 1913 in ein Waisenhaus der Baptistischen Kirche in Thomasville (North Carolina) geben. In diesem Waisenhaus kam Allen mit Baseball in Kontakt. 1921 spielte er für das Baseballteam des Waisenhauses im Outfield. Nachdem er in Thomasville die High School besucht hatte, arbeitete er 1927 in einem Hotel in Sanford (North Carolina), in dem er den ehemaligen MLB-Catcher Paul Krichell traf, welcher nun als Scout für die New York Yankees arbeitete. Allen erzählte Krichell, dass er Pitcher sei und Krichell arrangierte ein Probetraining.

### Aktive Karriere
Allens Karriere startete 1928 in der Minor League (MiLB). Er konnte sich schnell in höherklassige Ligen der MiLB vorarbeiten und verbuchte bereits 1931 in der Double-A 21 Siege und sechs Niederlagen. Sein MLB-Debüt gab Allen am 19. April 1932 im Trikot der Yankees gegen die Boston Red Sox. Allen pitchte in dem Spiel fast zwei komplette Innings, gab aber fünf Punkte ab. Das Spiel verloren die Yankees mit 5 zu 6. Allen arbeitete jedoch an sich und beendete die Spielzeit 1932 mit 17 gewonnenen und vier verlorenen Spielen, bei einer Earned Run Average (ERA) von 3.70 und 13 komplett gepitchten Spielen und drei Shutouts. Seine Siegrate lag bei 81 %; damit führte er die MLB in dieser Statistik an. Des Weiteren gewann er mit den Yankees die World Series. In dieser World Series startete er das vierte Spiel, konnte aber nicht an seine Leistungen aus der regulären Saison anknüpfen und wurde noch im ersten Inning gegen Wilcy Moore gewechselt, nachdem Allen drei Runs und fünf Hits abgegeben hatte. Er lieferte weiterhin gute Leistungen ab, doch ein schmerzender Arm und ständige Forderungen nach mehr Geld bedrohten seine Karriere. Deshalb gaben ihn die Yankees vor der Saison 1936 zu den Cleveland Indians ab.
Allen pitchte auch für die Indians weiterhin solide und kam 1936 auf 20 gewonnene und 10 verlorene Spiele bei einer ERA von 3.44. Im folgenden Jahr gewann er 15 Spiele in Folge und verlor eins. 1938 wurde er in das All-Star-Team gewählt. Während des All-Star-Pause 1938 erlitt Allen eine unbekannte Verletzung  und konnte in den darauffolgenden Jahren nicht mehr an seine früheren Leistungen anknüpfen. So wechselte er noch bis zu seinem Karriereende 1944 von den Indians zu den St. Louis Browns, den Brooklyn Dodgers und den New York Giants, für die er am 26. September 1944 gegen die Cincinnati Reds sein letztes Spiel machte. Das Spiel verloren die Giants mit 5 zu 8.
Nach seiner aktiven Karriere war er Umpire in der MiLB.
Allen starb am 29. März 1959 in Saint Petersburg an den von Folgen eines Herzinfarktes. Er hinterließ seine Frau, die er 1931 geheiratet hatte, sowie einen Sohn.

## Zitate über Johnny Allen
Einige Gegenspieler äußerten sich über Allen wie folgt:

“Early in my career, they were all tough. [...] But the pitcher who gave me the most trouble was Johnny Allen, with the Yankees and the Indians. He threw hard and with a side arm. He was particularly tough with men on bases.”

„Zu Beginn meiner Karriere waren sie alle hart. [...] Aber der Pitcher, der mir am meisten Schwierigkeiten bereitete, war Johnny Allen von den Yankees und den Indians. Er warf hart und von der Seite. Er war besonders hart mit Baserunnern.“

“Newsom, Mel Harder, Bob Feller, Johnny Allen, Red Ruffing, and, at times, Lefty Gomez were the toughest pitcher in the league for me.”

„Newsom, Mel Harder, Bob Feller, Johnny Allen, Red Ruffing und zuweilen Lefty Gomez waren für mich die härtesten Pitcher der Liga.“